# Quốc bảo Nhật Bản
Quốc bảo Nhật Bản (tiếng Nhật: 日本の国宝) (にほんのこくほう) là danh hiệu công nhận được Cơ quan Văn hóa (文化庁) Thuộc bộ giáo dục, văn hóa, thể thao, khoa học công nghệ (文部科学省) của Nhật Bản công nhận cho các đối tượng là công trình kiến trúc, tác phẩm nghệ thuật và thủ công mỹ nghệ có giá trị lịch sử và nghệ thuật thể hiện tay nghề xuất sắc, giá trị cao đối với văn hóa lịch sử và giá trị ngoại hạng đối với học tập nghiên cứu.
| Kofukuji Eastern Golden Hall | Eleven-faced Kannon (ekadaza mukha) | Pigeon on a peach branch, by Emperor Huizong of Song Northern Song Dynasty |

| Buddhist ritual gong stand (kagenkei) | Kaen type vessel found from Sasayama | Karamon (Ancient gate), Haiden (prayer hall), and Honden (Main hall) at Toshogu |

Khoảng 20% Quốc bảo Nhật bản là các công trình kiến trúc như lâu đài, chùa Phật giáo, đền thần đạo, công trình nhà ở. 80% là các tác phẩm hội họa, kinh, thư pháp, điêu khắc gỗ, đồng, sơn mài hoặc đá; các tác phẩm thủ công như gốm sứ, đồ khắc gỗ sơn mài, đồ kim khí, kiếm, vải vóc các tạo tác khảo cổ và lịch sử. Các bảo vật trải từ thời cổ đại đến thời hiện đại trước thời Minh Trị (1868-1912).

## Lịch Sử
Năm 1871, Thái Chính Quan (太政官), Người đứng đầu cơ quan nhà nước Nhật Bản ban hành điều luật nhằm bảo vệ cổ vật Nhật Bản gọi là Phương án bảo tồn đồ tạo tác cổ (古器旧物保存方).
Năm 1880, chính quyền Nhật Bản phân bổ nguồn quỹ để bảo tồn các đền, chùa cũ. Đến năm 1894, 539 đền, chùa đã nhận được kinh phí để sửa chữa, tái tạo.
Giai đoạn 1888 -1897, hai ông  Okakura Kakuzō và Ernest Fenollosa đã khảo sát đánh giá và lập danh mục 210.000 đồ nghệ thuật và lịch sử. Cuối thế kỷ 19 là giai đoạn chính trị và văn hóa Nhật Bản có sự chuyển hướng từ say mê phương tây sang quan tâm khám phá các di sản nội tại của đất nước.
Ngày 5 tháng 6 năm 1987, Luật bảo tồn đền và chùa cổ (古社寺保存法) được ban hành, và là luật có tính hệ thống đầu tiên về bảo các công trình kiến trúc và tác phẩm nghệ thuật lịch sử. Bộ luật thứ 2 được thông qua ngày 15 tháng 12 năm 1987 đưa các điều khoản bổ sung để xác định tác phẩm nghệ thuật thuộc sở hữu của các chùa hoặc đền thờ là "Báu vật quốc gia" (国宝). Các bộ luật năm 1987 là nền tảng cho luật bảo tồn di sản hiện nay của Nhật Bản.
Năm 1914, quyền quản lý tài sản văn hóa chuyển từ Bộ Nội vụ sang bộ Giáo dục, văn hóa, thể thao, khoa học công nghệ Nhật Bản như hiện nay.

## Thống kê
Tính đến 29 tháng 10 năm 2022, có 906 quốc bảo thuộc hạng mục nghệ thuật và thủ công mỹ nghệ, 230 quốc bảo thuộc hạng mục công trình kiến trúc. Con số thực tế cao hơn do các quốc bảo liên quan nhau đôi khi được gộp nhóm với cùng 1 tên.
Khoảng 89% quốc bảo kết cấu kiến trúc là các công trình tôn giáo ngoài tự nhiên. Công trình nhà ở chiếm khoảng 8%, còn lại là các lâu đài và các công trình khác. Trên 90% là công trình bằng gỗ, 13% là sở hữu tư nhân. 30% quốc bảo nghệ thuật và thủ công mỹ nghệ là các tác phẩm chữ viết như tài liệu, thư từ, sách vở. Kiếm, tranh vẽ, điêu khắc chiếm khoảng 15% số quốc bảo thuộc hạng mục này.